# Min gyllene väg från Samarkand
Min gyllne väg från Samarkand är Jascha Golowanjuks debutroman från 1937. Det är en självbiografisk roman som handlar om flykten från Samarkand när ryska revolutionen brutit ut. Golowanjuk skrev boken tillsammans med skådespelaren och regissören Carlo Keil-Möller. Boken fick mycket positiva lovord i en recension i Svenska Dagbladet av prins Wilhelm.